# Eduardo «Chabay» Ruiz
Héctor Eduardo "Chabay" Ruiz (n. La Banda; 17 de mayo de 1958). Es un contador público y político argentino. Se desempeñó como intendente de La Banda entre 1991 y 2014.

## Carrera profesional
Cursó su carrera universitaria en la Universidad Nacional de Tucumán. En 1984 se radica en La Banda donde ejerce su profesión de contador por un tiempo, luego se dedica de lleno a la actividad política.

## Carrera política
Su carrera política se inicia como dirigente juvenil de la agrupación Franja Morada. Fue presidente del Centro de Estudiantes de Ciencias Económicas. También fue miembro de la FUT (Federación Universitaria de Tucumán), luego dirigente de la mesa regional de la Franja Morada de Tucumán.
Logra en 1987 su primer cargo electivo, el de diputado provincial.
Su carrera continua con éxito consiguiendo en 1991 la intendencia de su ciudad natal, La Banda.
En mediados de los 90 fue expulsado de la Unión Cívica Radical por partidarios de José Luis Zavalía, aunque recurrió a la Justicia para que se revierta el fallo, esta nunca se expidió. A posteriori él fundó su propia agrupación política, el Movimiento Viable.
En 1995 logró otra victoria esta vez siendo reelecto intendente de La Banda con el 54% de los votos del electorado, seguido del Justicialismo con el 33% y la UCR con el 3%. A nivel nacional comenzó su accionar como hombre público y se afilió al FREPASO pero cuando Chacho Álvarez, líder de dicha agrupación renunció, él también lo hizo.
En el año 2001 contactó con el doctor Néstor Kirchner, político al cual brindaría su apoyo a la candidatura presidencial en el año 2003 ya que el Movimiento Viable se adhirió al Frente para la Victoria denominado Confluencia Argentina en el año 2002.
En 2003 gana por tercera vez la intendencia de la ciudad de La Banda. Fue elegido nuevamente como intendente ya con el 70 % de los votos en el año 2006 y en 2007 obtiene la banca en el Senado de la Nación por la minoría, la cual asumió la contadora pública Ana María Corradi en representación del Movimiento Viable.
En 2013 fue condenado en un juicio abreviado por el delito de "abuso sexual con acceso carnal" en perjuicio de una mujer que le fue a pedir trabajo.

### Intento de regreso a la política
En las elecciones provinciales de 2021, Ruiz fue electo diputado provincial por el Frente Patriótico Laborista. Sin embargo, su asunción fue impedida por la Legislatura de Santiago del Estero, que lo declaró "persona indigna e inmoral" debido a su condena por abuso sexual y a una causa judicial abierta por el mismo delito.